# Manfred Schneider (compositeur)
Pour les articles homonymes, voir Schneider.
Manfred Schneider (né le 3 mai 1953 à Kestert, mort le 18 novembre 2008 à Lahnstein) est un compositeur allemand.

## Biographie
À partir de 1975, Schneider fait des arrangements pour des big bands et des combos et enseigne l'orgue et les claviers. À partir de 1985, il se met à composer. L'accent de son travail repose sur la musique d'orchestre d'harmonie, la musique de divertissement et la musique de danse, aussi bien que la musique pour le piano et l'accordéon.
Il arrange des comédies musicales comme West Side Story, My Fair Lady et The Rocky Horror Picture Show, des musiques de film et de télévision, tels que Les Sept Mercenaires, les films de Walt Disney Pictures, le générique de l'Inspecteur Derrick, Musik ist Trumpf , ainsi que des succès bien connus comme Earth Song de Michael Jackson.

## Prix et récompenses
Schneider reçoit les prix suivants pour ses compositions, notamment :
- 1985 : 2e prix au concours des compositeurs de la Norddeutscher Rundfunk en coopération avec l'Orchestre de la police de Kiel
- 1992 : Prix Lichtenberg de Musikantenland de l'arrondissement de Kusel
- 1999 : 1er prix du concours Wende der Zeiten 2000 du Bayerischer Rundfunk, de la Fondation GEMA et Allianz
- 2005 : 1re place au concours des compositeurs de la société du Bade-Wurtemberg

## Source de la traduction
- (de) Cet article est partiellement ou en totalité issu de l’article de Wikipédia en allemand intitulé « Manfred Schneider (Komponist) » (voir la liste des auteurs).